# Yun Kouga

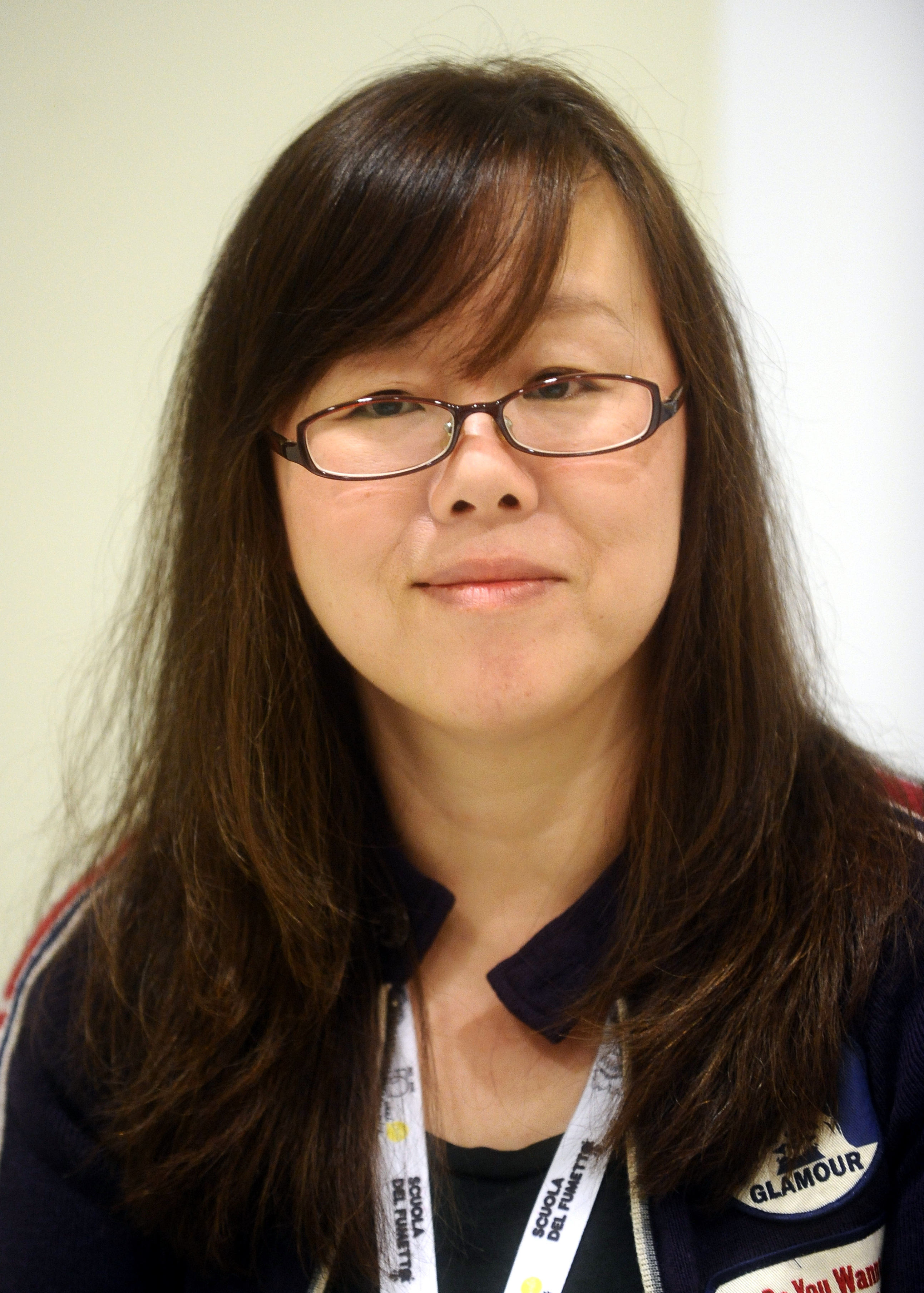
Yun Kouga - Lucca Comics & Games 2016

Yun Kouga (jap. 高河 ゆん, Kōga Yun; * 9. Juli 1965 in Shinagawa, Präfektur Tokio, Japan) ist eine japanische Manga-Zeichnerin, Figurendesignerin und Illustratorin.

## Biografie
In den 1980er Jahren wurde Kouga durch diverse Dōjinshi als Amateurzeichnerin bekannt, bis sie schließlich, ähnlich wie die Zeichnergruppe CLAMP, zu einem kommerziellen Verlag wechselte. Ihren ersten Manga als professionelle Zeichnerin, die Kurzgeschichte Metal Heart, brachte sie im November 1986 im Manga-Magazin Comic Val heraus. Von 1987 bis 1994 veröffentlichte sie im Wings-Magazin ihre Manga-Serie Earthian, die ungefähr 900 Seiten in fünf Sammelbänden umfasst. Earthian wurde zwischen 1989 und 1996 als vierteilige Original Video Animation umgesetzt.
Bei verschiedenen Verlagen wie Shinshōkan, Kōbunsha, Kōdansha, Akita Shoten und Kadokawa Shoten erschienen in den folgenden Jahren einige Manga-Serien und Artbooks von Kouga, darunter der aus über 1.400 Seiten bestehende Manga Genji. Von 1993 bis 2000 zeichnete sie an Gestalt, das zunächst im Magazin G-Fantasy und daraufhin in acht Sammelbänden beim Enix-Verlag erschienen ist. Während sich all ihre bis dahin erschienen Mangas vorwiegend an ein weibliches Publikum richten, veröffentlichte sie Yōseijiken von Juli 1993 bis September 1999 in dem Seinen-Magazin Afternoon.
Seit Mai 2002 arbeitet die Autorin an dem Boys-Love-Manga Loveless. Dieser erscheint im Manga-Magazin Zero-Sum, für das unter anderem auch Kazuya Minekura zeichnet. Der Issaisha-Verlag veröffentlichte den äußerst erfolgreichen, bereits über 1.500 Seiten umfassenden Manga, der auch in eine Anime-Fernsehserie verfilmt wurde, in bisher zehn Sammelbänden. Loveless spielt in einer Welt, in der jedes Kind mit Katzenohren geboren wird. Erst nach ihrer ersten sexuellen Erfahrung verlieren sie die Ohren. Protagonist ist hier der zwölfjährige Ritsuka Aoyagi, dessen älterer Bruder Seimei unter mysteriösen Umständen ermordet wurde. Ein früherer Freund von diesem weiht Ritsuka schließlich in das Geheimnis ein, dass er zusammen mit Soubi gegen die Mörder von Seimei kämpfen muss.
Ihre Werke werden unter anderem ins Englische, Deutsche und Französische übersetzt. Kouga zeichnete trotz ihrer Erfolge als professionelle Zeichnerin immer wieder Dōjinshi. Sie leitet das Dōjinshi-Projekt Voleur de Rose, dessen erste Veröffentlichung im Dezember 2005 beim Comic Market verkauft wurde.
2007 war sie für das Character Design des Sunrise-Anime Kidō Senshi Gundam 00 verantwortlich.

## Werke
- Loveless (LOVELESS), 2001 bis jetzt, 13 Bände
- Satō-kun to Tanaka-san – The blood highschool (佐藤くんと田中さん -The blood highschool), 2007 bis jetzt, bisher 1 Bände

### Abgeschlossen
- Wakakusa Monogatari (若草物語), 1985, 1 Bände
- Metal Heart (メタルハート, Metaru Hāto), 1986
- Mind Size (マインドサイズ, Maindo Saizu), 1986–1988, 1 Bände
- Earthian (アーシアン, Āshian), 1987–1995, 3 Bände
- Love Songs (LOVE SONGS), 1988, Artbook
- Glass Magic (グラス・マジック, Garasu Majikku), 1988
- Saffron Zero Beat (サフラン・ゼロ・ビート, Safuran Zero Bīto), 1988–1991, 1 Bände
- Kodomotachi wa Yoru no Jūnin (子供たちは夜の住人), 1988–1990, 2 Bände
- Rōrakaizā (ローラカイザー), 1988–1993, 4 Bände
- B-gata Dōmei (B型同盟), 1988–1989, 1 Band
- Genji (源氏), 1988–1995, 8 Bände
- Chōshinka Enasu (超新化エナス), 1988–1989
- Yajō Teikoku (夜嬢帝国), 1988–1989, 1 Band
- SSSSPECIAL (エスエスエススペシャル, Esu-Esu-Esu-Supesharu), 1989, Artbook
- REN-AI: Ren’ai (REN-AI 恋愛), 1989–1999, 3 Bände
- Hot Staff ’88 (ほっと・すたっふ'88, Hotto Sutaffu ’88), 1988
- Ōkami o Meguru Bōken (狼をめぐる冒険), 1989
- You’re My Only Shinin’ Star: Kimi wa Boku no Kagayakeru Hoshi (You're My Only Shinin' Star 君はぼくの輝ける星), 1989–1990, 1 Bände
- 9-gatsu no Natsu (9月の夏), 1989
- Arisu in Wonderland (ありす IN WONDERLAND), 1989–1992, 2 Bände
- Vamp – Kyūketsu no To - (ヴァンプ-吸血の徒-, Vampu ~), 1989–1995
- (CAROL) : Entwurf für Character Design
- Yakusoku no Natsu (約束の夏), 1991
- Yōsei Jiken 1992 (妖精事件 1992), 1992
- Kiga Ichizoku (飢餓一族), 1992–1993, 1 Bände
- Chōjū Densetsu Gestalt (超獣伝説ゲシュタルト, Chōjū Densetsu Geshutaruto), 1992–2001, 8 Bände
- Yōsei Jiken (妖精事件), 1993–1999, 5 Bände
- La Vie en Rose (LA VIE EN ROSE), 1995–1998, 2 Bände
- Carol-K (CAROL-K), 1995–1998
- (Bloody Bride: Imadoki no Vampire) (BLOODY BRIDE いまどきのバンパイア): Entwurf für Character Design
- Hurricane Hill (ハリケーン・ヒル, Harikēn Hiru), 1997
- Clock Tower Ghost Head (クロックタワーゴーストヘッド, Kurokku Tawā Gōsuto Heddo), 1998
- Ren’ai Crown (恋愛-CROWN-), 1998–2002, 4 Bände
- Chronicle (クロニクル, Kuronikuru), 1998, 1 Band
- Hapipuri (はぴぷり), 1999–2001, 1 Bände
- Kurayamizaka (暗闇坂), 1999
- Earthian Gaiden: Himitsu no Hanazono (アーシアン外伝 秘密の花園, Āshian Gaiden: ~), 2002, 1 Bände
- Tenshichō (天使庁), 2002–2007
- Kill Me (KILL ME), 2003–2006
- Your Eyes Only (YOUR EYES ONLY), 2005
- Hōkago, Nana-jikanme. (放課後、七時間目。), 2006
- (Mobile Suit Gundam 00) (機動戦士ガンダム00, Kidō Senshi Gandamu Daburu Ō): Entwurf für Character Design
- Mobile Suit Gundam 00: in those days (機動戦士ガンダム00 in those days), 2008–2010, 1 Bände
- Mobile Suit Gundam 00: Kōga Yun Design Works (機動戦士ガンダム00 高河ゆんデザインワークス), 2009, Artbook
- Mobile Suit Gundam 00: Kōga Yun Dear Meisters COMIC&ARTS (機動戦士ガンダム00 高河ゆん Dear Meisters COMIC&ARTS), 2009, Artbook
- Neon Genesis Evangelion Comics Tribute (新世紀エヴァンゲリオン コミックトリビュート), 2010
- (Mobile Suit Gundam 00 -A wakening of the Trailblazer-): Entwurf für Character Design
- Mobile Suit Gundam 00: Gakuen TV (機動戦士ガンダム00 楽園TV), 2010
- Itsuka Dokoka no Machikado de (いつかどこかの街角で), 2010
- Mobile Suit Gundam 00: Kōga Yun Works Complete (劇場版 機動戦士ガンダム00 高河ゆんワークスコンプリート), 2010, Artbook
- Akuma no Riddle (悪魔のリドル), 2012–2016, 5 Bände